# Аморбах
Аморбах (на немски: Amorbach) е град в Долна Франкония в Бавария, Германия с 3958 жители (към 31 декември 2017).
Съществуващият там манастир Аморбах е издигнат 1253 г. на град.
- Манастир Аморбах (1735)
- Марктплатц в Аморбах